# Herbert J. Cummings
Herbert J. Cummings (* 2. September 1915 in Knox Dale, Jefferson County, Pennsylvania; † 14. Dezember 2000) war ein US-amerikanischer Wirtschaftswissenschaftler.

## Leben
Herbert J. Cummings machte 1937 seinen Bachelor an der University of Pittsburgh und 1940 den Master der Wirtschaftswissenschaft an der Northwestern University in Evanston. Er gehörte zum Lehrkörper des Lehrstuhls für Wirtschaftswissenschaften an der University of Pittsburgh. Er trat in den Dienst des Außenministeriums der Vereinigten Staaten und wurde an das Konsulat in Istanbul versetzt.
Beim Supreme Headquarters Allied Expeditionary Force war er politischer Gesandtschaftsrat.
Als Handelsrat war er beim Wirtschafts- und Sozialrat der Vereinten Nationen in Genf und bei Allen Welsh Dulles in Bern. 1944 war er mit Samuel Klaus von der Foreign Economic Administration (FEA) in einer Fact-finding-Mission für das Projekt SAFEHAVEN (Wirtschaftskrieg) im neutralen und nicht kriegsführenden Europa unterwegs. Er leitete US-Handelsmissionen in Athen, Ankara und Lagos.
Er schuf bei ostafrikanischen Regierungen ein investitionsfreundliches Klima.
Er half bei der Bedarfsfindung und beim Managementtraining ostafrikanischer Regierungen.
Er leitete die Abteilung Afrika-Nahost im Handelsministerium der Vereinigten Staaten.
1961 leitete er die US-Wirtschaftsvereinigung Changing Trade Patterns in a Changing Africa (veränderte Handelsmuster für ein sich wandelndes Afrika).

## Veröffentlichungen
- Vincent La Vista report on illegal immigration in and through Italy, Mai 1947[3]
- Assessing Investment Prospects in a Changing Africa, in Problems and Opportunities Confronting Negroes